# Nachal Nachum
Nachal Nachum (hebrejsky: נחל נחום) je vádí v severním Izraeli, v Charodském údolí.
Začíná v nadmořské výšce přes 50 metrů na jižních svazích náhorní planiny Ramat Cva'im, jež je jižní výspou vysočiny Ramot Jisachar. Vádí směřuje k jihu a sestupuje do zemědělsky využívaného Charodského údolí, kde míjí ze západu vesnici Sde Nachum, zprava přijímá vádí Nachal Pachat a pak poblíž pahorku Tel Temes a mostu Kantara, necelé 2 kilometry západně od města Bejt Še'an ústí zleva do vádí Nachal Charod.